# Čáslav

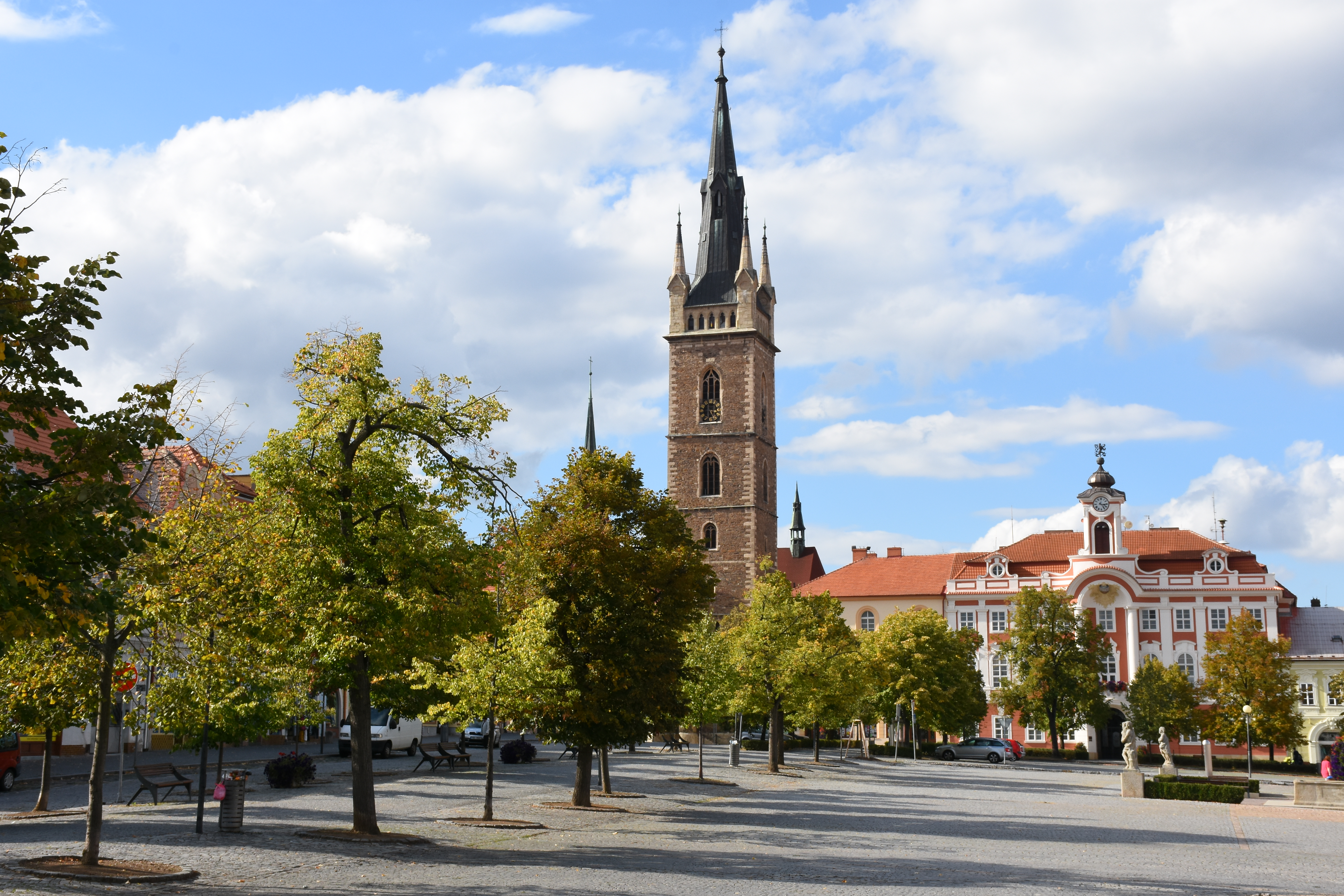
Der Hauptplatz von Čáslav

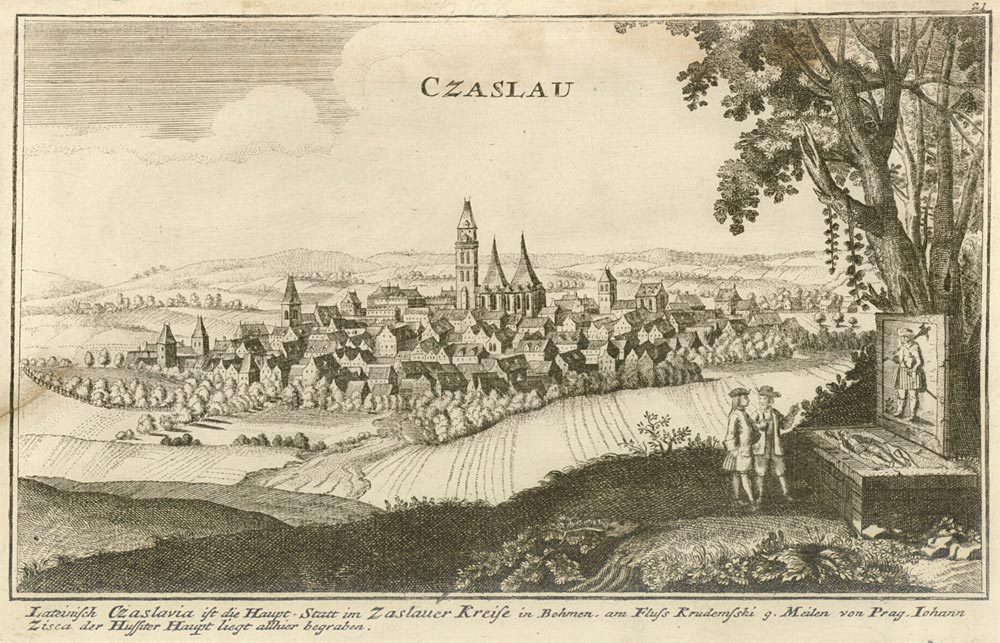
Ansicht von Čáslav im 18. Jahrhundert, im Vordergrund Žižkas Grab

Čáslav (deutsch Tschaslau, Czaslau oder Caßlau) ist eine Stadt im Okres Kutná Hora in der Region Mittelböhmen (Středočeský kraj) in Tschechien.

## Geschichte
Die Stadt wurde um 1260 zur Königsstadt erhoben und war im 15. Jahrhundert ein Hauptsitz der Hussiten. Hier wurde 1421 in der Peter- und Pauls-Kirche der regierende König Sigismund als böhmischer König abgesetzt und zur unerwünschten Person erklärt. In derselben Kirche soll, wie die Tradition berichtet, 1424 Jan Žižka seine letzte Ruhestätte gefunden haben. Ein Teil eines Schädels, der ihm zugeschrieben wird, ist im Rathaus ausgestellt.
In Čáslav wirkte während der Rekatholisierung in Böhmen unter anderem Matthäus Ulicky als Diakon, der später als evangelischer Märtyrer hingerichtet wurde. Am 17. Mai 1742 fand im Ersten Schlesischen Krieg bei Tschaslau die Schlacht bei Chotusitz zwischen Preußen und Österreich statt.
Ab 1850 war die Stadt Sitz eines Bezirksgerichts (Gerichtsbezirk Časlau).

## Sehenswürdigkeiten

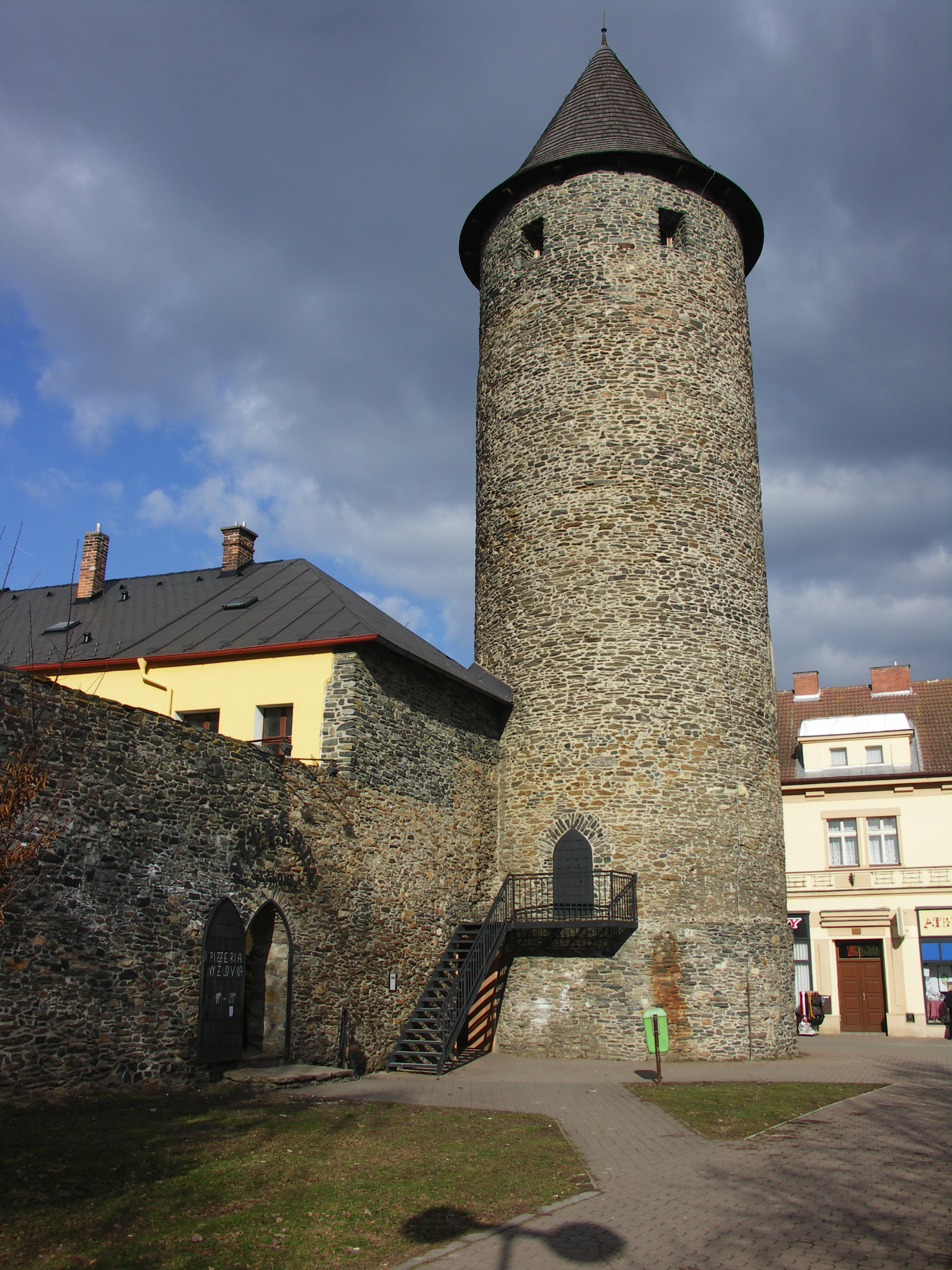
Turm der Stadtbefestigung

- Stadtbefestigung
- Synagoge
- Peter-und-Paul-Kirche
- Evangelische Kirche
- Elisabethkirche
- Rathaus
- Dusík-Theater
- Schloss Filipov

## Militär
Am Ort betreibt die Luftwaffe der Tschechischen Armee den Militärflugplatz Čáslav.

## Städtepartnerschaften
- Opfikon, Schweiz

## Persönlichkeiten

### Söhne und Töchter der Stadt
- František Josef Dusík (auch Franz Benedikt Dussek oder Francesco Cormundi) (1755 – nach 1816), Komponist
- Jan Ladislav Dusík (1760–1812), Komponist
- Wenzel Alois Vetter Graf von Lilienberg (1770–1840), Feldzeugmeister
- Philipp Maximilian Opiz (1787–1858), Botaniker
- Karl Kořínek (1858–1908), Gewerkschaftsführer in Österreich-Ungarn
- Hugo Traub (1879–1942), Historiker, Opfer des Nationalsozialismus
- Josef Svoboda (1920–2002), Bühnenbildner
- Miloš Forman (1932–2018), Regisseur, Schauspieler und Drehbuchautor
- Antonín Rükl (1932–2016), Astronom
- Aleš Veselý (1935–2015), Maler und Bildhauer
- Jan Vlasák (* 1943), Schauspieler
- Karel Jarolím (* 1956), Fußballspieler und -trainer
- Milan Cabrnoch (* 1962), Politiker
- Ludmila Formanová (* 1974), Leichtathletin
- Hana Benešová (* 1975), Sprinterin
- David Jarolím (* 1979), Fußballspieler
- Lukáš Radil (* 1990), Eishockeyspieler

### Im Ort wirkten und lebten
Jan Karafiát (1846–1929), tschechischer Pfarrer der Böhmischen evangelischen Bruderkirche und Schriftsteller war 1872 bis 1873 Verwalter am evangelischen Seminar